# Patrician IV
Patrician IV est un jeu vidéo de simulation économique en anglais et en allemand développé par Gaming Minds Studios et édité par Kalypso Media, sorti en 2010 sur Windows pour les systèmes XP, Vista et 7.

## Accueil
- Jeuxvideo.com : 12/20[1]
- PC Gamer : 48 %[2]